# Rafał Frank
Rafał Frank (ur. 4 kwietnia 1980) – polski koszykarz, występujący na pozycji skrzydłowego, po zakończeniu kariery zawodniczej trener koszykarski, obecnie trener Energi Kotwica Kołobrzeg.

## Życiorys
Pochodzi ze sportowej rodziny, jego matka – Lidia Bierka – uprawiała siedmiobój w klubie Gryf Słupsk, zdobywając trzykrotnie mistrzostwo Polski.
W ekstraklasie zadebiutował jako 19-latek, awansując do niej uprzednio z Czarnymi Słupsk, których jest wychowankiem.
21 kwietnia 2005 uzyskał 26 punktów w spotkaniu z Atlasem Stalą Ostrów Wielkopolski, ustanawiając rekord kariery w najwyższej klasie rozgrywkowej.
Ze względu na problemy zdrowotne zakończył karierę zawodniczą w wieku 27 lat.
12 sierpnia 2017 klub Czarnych Słupsk poinformował, iż pozostanie na stanowisku asystenta trenera.
24 sierpnia 2018 został asystentem w AZS-ie Koszalin.
We wrześniu 2019 dołączył do Polskiego Cukru Toruń, jako asystent trenera. 24 października opuścił klub. Następnie został asystentem trenera Polpharmy Starogard Gdański.
17 listopada 2020 został trenerem I ligowej Energi Kotwica Kołobrzeg.

## Osiągnięcia

### Zawodnicze
Drużynowe
- Finalista Pucharu Polski (2005)
- Awans do PLK z Czarnymi Słupsk (1999)

Indywidualne
- Uczestnik meczu gwiazd PLK (2005)[8]

### Trenerskie
- Brązowy medalista mistrzostw Polski jako asystent trenera (2015, 2016[9])